# El Mite de la longevitat

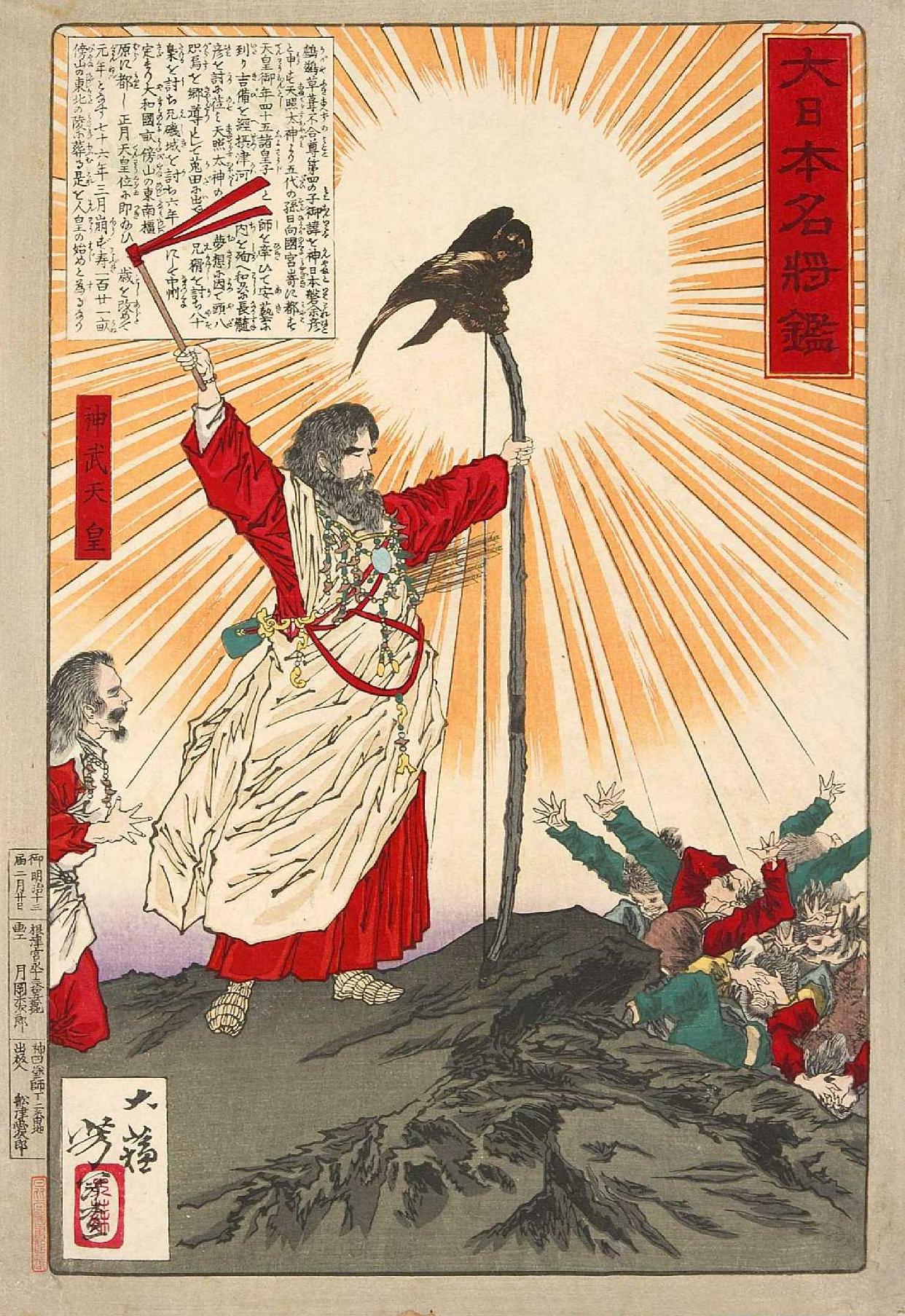
Emperador Jinmu

El mite de la longevitat fa referència a antigues llegendes de personatges històrics o mítics que tingueren una edat per sobre del que és normal. La majoria de les cultures han inflat les edats dels seus grans personatges com a orgull nacional o sociocultural. D'altres han fet un esforç per lligar la genealogia dels reis o emperadors amb els déus.
Aquest mite també pot referir-se a "les dietes, les drogues, l'alquímia, les pràctiques físiques i, per descomptat, també als estats mentals", que s'ha cregut que conferien major longevitat humana, especialment en la cultura oriental.

## Sumèria
La duració que els antics sumeris donaren a la vida dels seus primers reis és fabulosament exagerada. Segons les investigacions de sir Leonard Woolley, que enumera vuit reis anteriors al diluvi, aquests governaren la xifra de 241.200 anys.
- A-lu-lim, 28.800 anys.
- A-la-gar, 36.000 anys.
- En-me-en-lu-an-na, 43.200 anys.
- En-me-en-gal-an-na, 28.800 anys.
- Dumuzi, 36.000 anys.
- En-sib-zi-an-na, 28.800 anys
- En-me-en-dur-an-na, 21.000 anys.
- du-du, 18.600 anys.

Això ha estat explicat per alguns, pel fet que cada ciutat estat de Mesopotàmia tenia un sistema numèric diferent als seus veïns i solia haver-hi diversos sistemes de nombres que s'utilitzaven per a diferents finalitats dins de cada ciutat estat. Aquests sistemes numèrics diferents van ser estandarditzats més tard en el sistema sexagesimal.

## Bíblia
Segons les Sagrades Escriptures (Gènesi, capítol 5), diversos personatges de la Bíblia tingueren edats molt avançades:
- Adam, 930 anys.
- Set, 912 anys.
- Enoix, 905 anys.
- Quenan, 910 anys.
- Mahalalel, 895 anys.
- Jèred, 962 anys.
- Henoc, 365 anys.
- Matusalem, 969 anys.

### Interpretació dels creients
Els apologistes bíblics, que interpreten literalment la Bíblia, afirmen que les edats avançades dels patriarques era conseqüència que l'ésser humà fou creat originàriament per tenir vida eterna. Quan el pecat va ser introduït en el món per la desobediència d'Adam i Eva, la seva influència es va fer més gran en cada generació i Déu progressivament reduí la vida humana. En segon lloc, abans del diluvi de Noè, existia un "firmament" sobre la terra que podria haver contribuït en gran manera a l'avançada edat humana.

### Interpretació dels escèptics
Per a erudits i ateus, l'edat exagerada dels patriarques no té suport científic. De fet, una persona viu avui en dia tres vegades més que l'humà de Cromanyó. D'altra banda, les investigacions recents situen la barrera biològica de l'espècie humana al voltant de 110 anys.

## Pèrsia
El poema èpic anomenat Shahnameh, escrit pel persa Ferdowsi l'any 1000, dona una llista de personatges diversos que van viure més d'un segle:
- Zahhak, 1.000 anys.
- Jamshid, 700 anys.
- Fereydun, 500 anys.
- Askania, 200 anys.
- Kay kavus, 150 anys.
- Manuchehr, 120 anys.
- Lohrasp, 120 anys.
- Goshtasp, 120 anys.

## Japó
Segons la tradició Kojiki, alguns dels primers emperadors del Japó va governar durant més d'un segle, com l'emperador Jinmu i l'emperador Koan. Estudis recents recolzen l'opinió que vuit emperadors van ser inventats per empènyer el regnat de l'emperador Jimmu enrere en el temps fins a l'any 660 aC.
- l'emperador Jinmu va viure 126 anys segons el Kojiki;
- l'emperador Kōan va viure 136 anys segons el Kojiki.